# پال اکسپرس
پال اکسپرس (به انگلیسی: PAL Express) یک شرکت هواپیمایی با کد یاتا 2P است که در ۱۳ فوریه ۱۹۹۵ میلادی تأسیس شده‌است. قطب پال اکسپرس در فرودگاه بین‌المللی نینوی آکوئینو قرار دارد.